# Pavillon-Presse Weimar

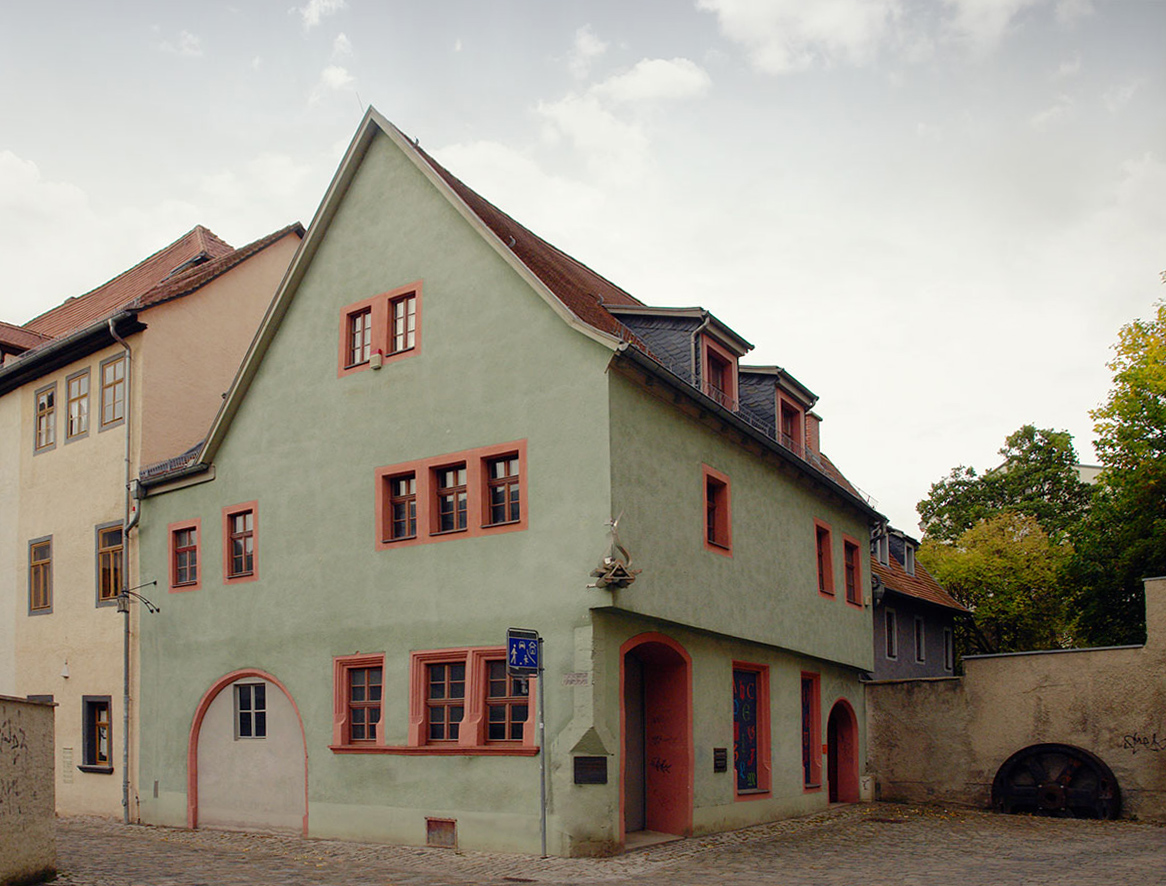
Pavillon-Presse Weimar

Die Pavillon-Presse ist ein Druckkunstmuseum in Weimar in Trägerschaft des gemeinnützigen Vereins Pavillon-Presse Weimar e. V.
Das Museum befindet sich in der Weimarer Innenstadt in der denkmalgeschützten Scherfgasse am Standort der ehemaligen Zeitungsdruckerei von Panses Verlag, der Mitte des 19. Jahrhunderts begründet und Anfang des 20. Jahrhunderts die Allgemeine Thüringische Landeszeitung Deutschland (Vorgänger der heutigen Thüringischen Landeszeitung) druckte. Während der Wende wurde 1990 in der Scherfgasse ein eingetragener gemeinnütziger Verein zur Wiederbelebung des ehemaligen Druckereigeländes ins Leben gerufen, der heute unter dem Namen Pavillon-Presse Weimar e. V. tätig ist. Der Name dürfte sich von dem benachbarten Palais Schardt, Scherfgasse 3 herleiten, in dessen Gartenbereich ein mit dem Haus über einen Gang verbundener Rokokopavillion steht.
Sammlungsschwerpunkte des Museums bilden die Drucktechniken wie Hochdruck, Tiefdruck und Flachdruck sowie die Typografie. 